# اچ‌ام‌اس دراکو (۱۶۴۷)
اچ‌ام‌اس دراکو (۱۶۴۷) (به انگلیسی: HMS Dragon (1647)) یک کشتی بود که طول آن ۹۶ فوت (۲۹٫۳ متر) بود.